# Скрипт-кидди
Скрипт-кидди (англ. Script kiddie) — в хакерской культуре пейоративное название тех, кто пользуется скриптами или программами, разработанными другими, для атаки компьютерных систем и сетей, не понимая механизма их действия. Предполагается, что скрипт-кидди слишком неопытные, чтобы самим написать свой собственный эксплойт или сложную программу для взлома, и что их целью является лишь попытка произвести впечатление на друзей или получить похвалу от сообществ компьютерных энтузиастов.
Однако люди, к которым принято применять данный термин, не всегда являются детьми (kiddie).

## Инструменты
В распоряжении скрипт-кидди есть множество эффективных и легко загружаемых вредоносных компьютерных программ, способных нанести ущерб компьютерам и сетям. Такие программы включают в себя WinNuke, Back Orifice, NetBus, Sub7, Metasploit, ProRat, PassJacker, iStealer, Snoopy и другие часто используемые программы, предназначенные для проведения легального аудита компьютерной безопасности.

## Книги по теме
- Tapeworm. 1337 h4x0r h4ndb00k. — Sams Publishing, 2005. — ISBN 0672327279.